# Surak (Iran)
Sūrak (farsi سورک) è una città dello shahrestān di Miandorud, circoscrizione Centrale, nella provincia del Mazandaran in Iran. Aveva, nel 2006, una popolazione di 8.817 abitanti. Si trova a est di Sari.